# Creme de galinha
O creme de galinha é uma receita tipicamente piauiense, com variações no nome, sendo também chamado em algumas regiões por vatapá de galinha. Em seu modo de preparo há diferenças sutis que variam de e região para região, como por exemplo, a incrementação do azeite de dendê. Ao longos dos tempos ganhou espaço no prato e no paladar do nordestino, e chegou também a região Sudeste.
Ele integra o arrumadinho piauiense (creme de galinha, arroz maria isabel e paçoca) e está presente em toda festinha de aniversário. 
Basicamente é um creme tipo bechamel e caldo de frango (o mesmo do cozimento do frango) onde se adiciona o frango desfiado, milho, azeitona, pimentão, cebola e ao final adiciona-se creme de leite.

## História
A história principal por trás dessa receita é que ela seria na verdade uma adaptação do baiano vatapá. Por conta de Teresina ser longe do litoral houve a troca do clássico camarão por frango.
De acordo com o chef de cozinha Danilo Figueiredo Pierote, antigamente, nos cadernos de receita, as mulheres anotavam essa receita como 'vatapá de galinha'. Isso pode ser porque como Teresina ficava longe do litoral, não tinha muito acesso a camarão. Então o prato era feito com ingrediente que estava mais dentro da realidade da época.
Assim como o vatapá, o creme de galinha tem na sua base o leite, a proteína e uma farinha ou outro espessante para dar o ponto de cremosidade. No caso do vatapá se usa o leite de coco e a farinha de mandioca, enquanto na receita teresinense a solução é amido de milho e leite de vaca (podendo ainda ter mais milho cozido).